# Hélène Brasseur
Pour les articles homonymes, voir Brasseur.
Hélène Brasseur née le 4 janvier 2002, est une joueuse belge de hockey sur gazon. Elle évolue au La Gantoise HC et avec l'équipe nationale belge.

## Carrière
Elle a fait ses débuts le 22 septembre 2020 contre l'Allemagne à Düsseldorf lors de la Ligue professionnelle 2020-2021.

## Palmarès
- : 3e à l'Euro 2021
- 🥉: 3e au j.O 2024 de Paris